# 特別社員
特別社員(とくべつしゃいん)
- 日本赤十字社が定款において定める称号の一つ[1]。
- 社団が特別に定める社員の身分または資格のこと[2]。

## 特別社員

### 日本赤十字社における特別社員

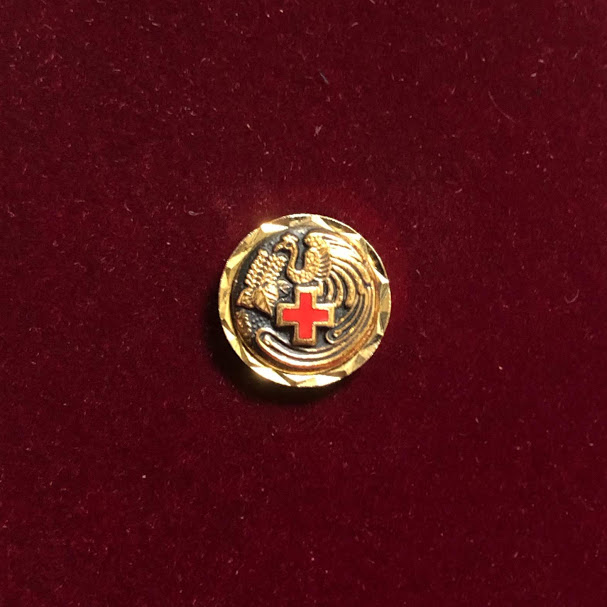
日本赤十字社特別社員章（バッジ式）

日本赤十字社をはじめ世界各国の赤十字社では、社員を募り、一定の要件を満たした者に表彰として特別社員の称号を贈呈している。日本赤十字社では、1887年(明治20年)に日本赤十字社と改称し、特別社員及び名誉社員制度を創設。これに伴い、日本赤十字社特別社員の称号受称者は、特別社員章(勲章式)を贈呈され、当人に限り佩用することができた(遺族は保管のみ)。1890年(明治23年)5月22日には、総裁小松宮彰仁親王と社長の佐野常民の名で早稲田大学の創立者である内閣総理大臣侯爵大隈重信の妻・綾子に特別社員の称号が贈られているが、これは称号創設から間もない時代の顕著な例として見ることができる。
その後、1952年(昭和27年)、新たに日本赤十字社法が制定され、同法第7条にて定款を定めることが規定されたが、特別社員称号は定款第17条に規定された。称号の等級は金色特別社員、銀色特別社員の二等級に分けられ、金色特別社員が3万円以上の社資、銀色特別社員が1万円以上の社資により称号と金色か銀色の特別社員章（バッジ式）が贈呈されていたが、2001年(平成13年)以降、特別社員称号に一本化されている。現在、特別社員の称号は日本赤十字社定款第17条および有功章等贈与規則により、2万円以上の社資を納入した社員に対して称号とともに金色の特別社員章（バッジ型）が贈呈されることとなった日本赤十字社ウェブサイト「日本赤十字社有功章社員章等贈与規則 (PDF) 」。
今日、日本赤十字社の称号は、名誉社長、名誉社員及び特別社員の三種とされ、それぞれ定款の定める称号付与条件の該当者に付与・贈呈されている。
日本赤十字社本部に寄付をすると、寄付者の住んでいる都道府県の支部に引き渡され、改めて支部に寄付がされる。

#### 恩典
特別社員称号は、社資納入に対し贈られる感謝状ないし特別社員称号付与通知書などにおいて、都道府県支部長名により称号贈呈の伝達がなされる。特別社員の称号には特に恩典はないが、大抵、特別社員章(バッジ式)、アルミ製や木製、合成樹脂、シールの門標などが贈られる。なお、贈られる品については都道府県により差異がある。なお、金色有功章、銀色有功章を贈られた特別社員には、「有功章特別社員」と書かれた門標が贈られる。

### 民間企業における特別社員
民間企業においても役員・従業員の身分資格の一種として特別社員が置かれることがある。但し、その資格は制定する企業により、会社の役員・管理職を指す場合、定年を迎えた者を再雇用する場合、臨時雇いの補充従業員として採用する場合など企業において定義は異なる。